# 211ª Divisione costiera
La 211ª Divisione Costiera fu una grande unità di fanteria del Regio Esercito italiano durante la seconda guerra mondiale.

## Storia
La divisione venne costituita il 22 Ottobre 1941 per trasformazione del XI Settore costiero di brigata e venne inquadrata nel XXXI Corpo d'Armata della 7ª Armata in Calabria. Nel 1941 difendeva la cuspide meridionale della Calabria invece nel Settembre 1943 era dislocata su un fronte costiero di 131 chilometri tra Capo dell'Armi e nord Marina di Badolato, nel settore ionico, e su un fronte di 49 chilometri fra Capo Vaticano e Scilla. Tra il 3 e l'8 Settembre 1943 contrastò lo sbarco dell'8ª Armata Britannica in Calabria, ma la divisione non combatté particolarmente bene e fu afflitta anche da una serie di defezioni, lo stesso Montgomery dichiarò che "Le truppe costiere italiane e la loro artiglieria si arresero dopo aver sparato pochi colpi".

## Ordine di battaglia 1941[1]
- 53º Reggimento Territoriale Mobile
  - XI Gruppo "Lancieri V.E.II"
  - 153º Battaglione T.M.
- 118º Reggimento T.M.
  - 348º Battaglione T.M.
  - 358º Battaglione T.M.
  - LX Gruppo appiedato "Cavalleggeri di Palermo"
- 143º Reggimento T.M.
  - 325º Battaglione T.M.
  - XV Gruppo "Cavalleggeri di Palermo"
  - 63ª Batteria da 75/27
  - 208ª Batteria da 149/35
  - 90ª Batteria
- 9º Raggruppamento Artiglieria
  - LVIII Gruppo
  - LXXXIX Gruppo

## Ordine di battaglia 1943[1][2]
- 53º Reggimento Costiero
  - 153º Battaglione Costiero
  - XI Gruppo "Lancieri di V.E. II"
- 118º Reggimento Costiero
  - 348º Battaglione Costiero
  - 358º Battaglione Costiero
  - LX Gruppo "Cavalleggeri di Palermo"
- 143º Reggimento Costiero
  - 325º Battaglione Costiero
  - 329º Battaglione Costiero
  - XV Gruppo "Cavalleggeri di Palermo"
- 49º Raggruppamento artiglieria P.C.
  - LVIII Gruppo
  - LXXXIX Gruppo
- 211ª Compagnia mista Genio
- 327º distaccamento anti-paracadutisti
- 448º distaccamento anti-paracadutisti
- Rinforzi:
  - DCCCXV Battaglione fanteria tipo A.S.
  - DCCCXVI Battaglione fanteria tipo A.S.
  - DCCCXL Battaglione fanteria tipo A.S.
  - 185º Reggimento paracadutisti "Nembo"
  - Treno Armato 120/40/S